# Andechsi grófok

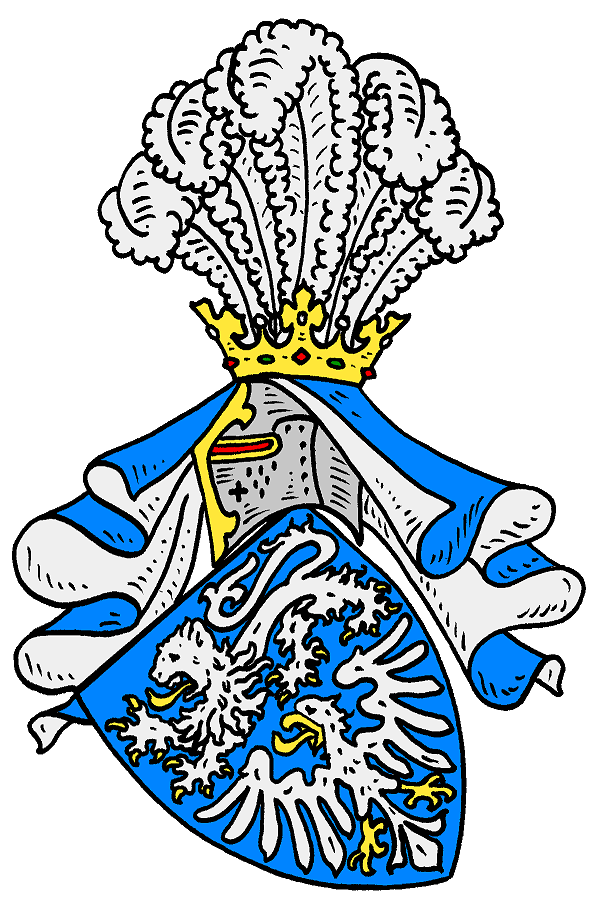
Az andechsi címer

Az andechsi grófok, majd meráni hercegek   a 12. század elejétől a 13. század közepéig a Welfek, illetve a Wittelsbachok mellett a legbefolyásosabb bajor nemesi család voltak. Birtokaik, illetve az általuk felügyelt területek a Majnától az alpesi Brenner-hágón át az Adriáig terjedtek. II. András magyar király felesége, Gertrúd és testvérei révén Magyarország történelméből is ismertek. Felmenőik a 11. században diesseni grófok voltak.

## Eredet
A legenda szerint a család őse egy 9-10. században élt, Rasso nevű gróf volt. Nevét viseli a bajorországi Grafrath község.

## Diesseni grófok
1. ismert generáció: I. Frigyes (945 körül-1020 előtt, Jeruzsálem) diesseni gróf. Felesége feltehetőleg Konrád/Kunó sváb herceg lánya.
2. generáció: II. Frigyes (975 körül-1030 körül) diesseni gróf.
3. generáció: III. Frigyes (1005 körül-1075) diesseni gróf. A regensburgi dóm helytartója.
4. generáció: Arnold (1040 körül-1095 körül) diesseni gróf. Felesége Gizella, Ottó sváb herceg lánya.

## Andechsi grófok
5. generáció:

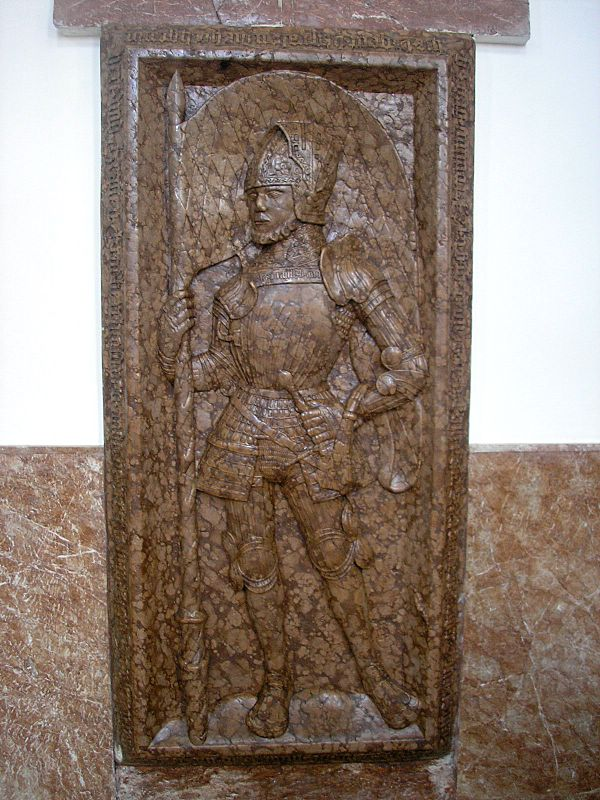
I. Bertold síremléke, Diessen

- I. Bertold síremléke, Diessen I. Bertold (1075 körül-1151) örökölte a diesseni grófságot. 1100 körül Andechsben várat építtetett, ide helyezte központját.[2] A várkápolnában helyezte el a Rómát és a Szentföldet megjárt Rassonak tulajdonított ereklyéket, és zarándoklatokat szervezett, amivel máig élő kultuszt teremtett. Diessenben kolostort alapított. Az 1130-as években anyjától megörökölte a Majna melletti kulmbachi grófságot, ahol várat és tövében templomot építtetett; ez lett a család legészakabbi területe.[3] Az 1140-es években felesége révén birtokokat örökölt Krajnában: steini grófság, szlovénul Kamnik; ez lett a család területeinek délkeleti csücske.[4] A benediktbeuerni kolostor helytartója.[5] Első felesége Sophie, Poppo krajnai és isztriai őrgróf lánya, Árpád-házi Zsófia unokája, I. Béla magyar király dédunokája. Második felesége Kunigunda, Ekbert formbachi/neuburgi gróf lánya.

6. generáció:
- II. Bertold (1110 körül-1188) örökölte az andechsi, a kulmbachi és a steini grófságot, a benediktbeuerni kolostor helytartóságát. 1155 körül apja második feleségétől megörökölte a Passau melletti, az Inn és a Duna összefolyásánál lévő neuburgi grófságot és az itteni várat.[6] 1165 körül testvére Ottó brixeni püspök (1165-70) révén megszerezte a Brenner-hágó körüli területeket (noritali és pustertali grófság). Az Alpok más fontos hágóihoz képest itt több mint 600 m-rel alacsonyabban volt lehetséges az átkelés. Különös jelentőséget adott, hogy Barbarossa Frigyes német császárnak (1152-90) erős itáliai ambíciói voltak. Az 1170-es években a hágóhoz vezető utat keresztező Inn folyón hidat építtetett, itt alakult ki Innsbruck. Ugyanekkor krajnai és isztriai őrgróf lett.[7] Felesége Hedvig a később nagyra törő Wittelsbach családból.

- Ottó (1120 körül-1196) brixeni majd bambergi püspök.

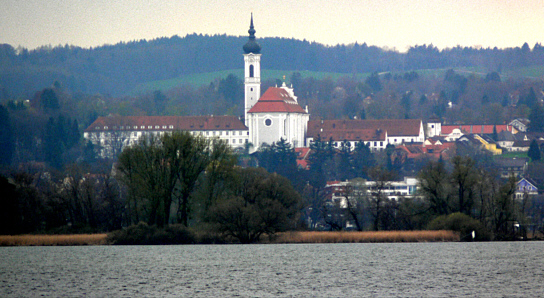
Diessen am Ammersee
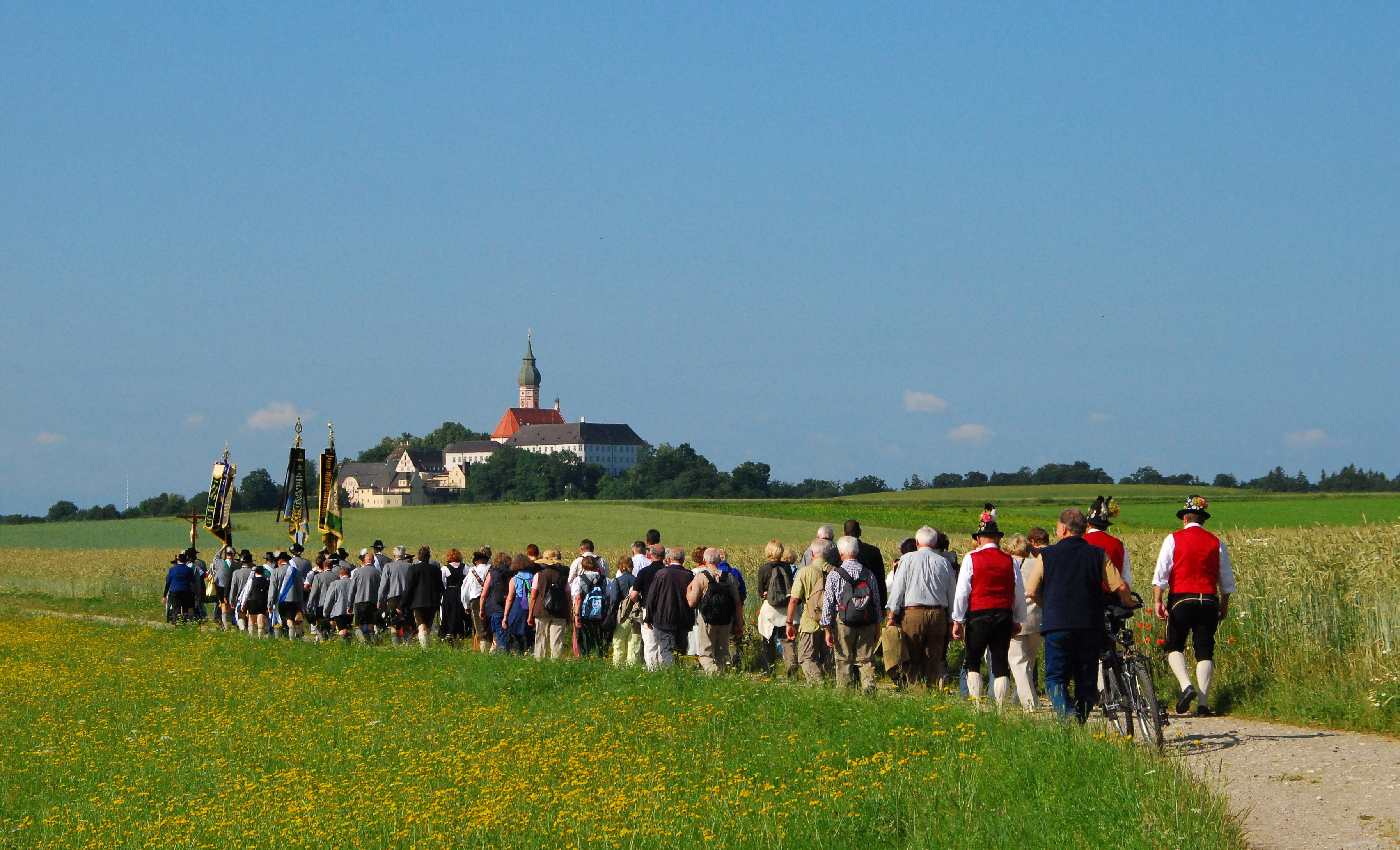
Andechs, zarándoklat
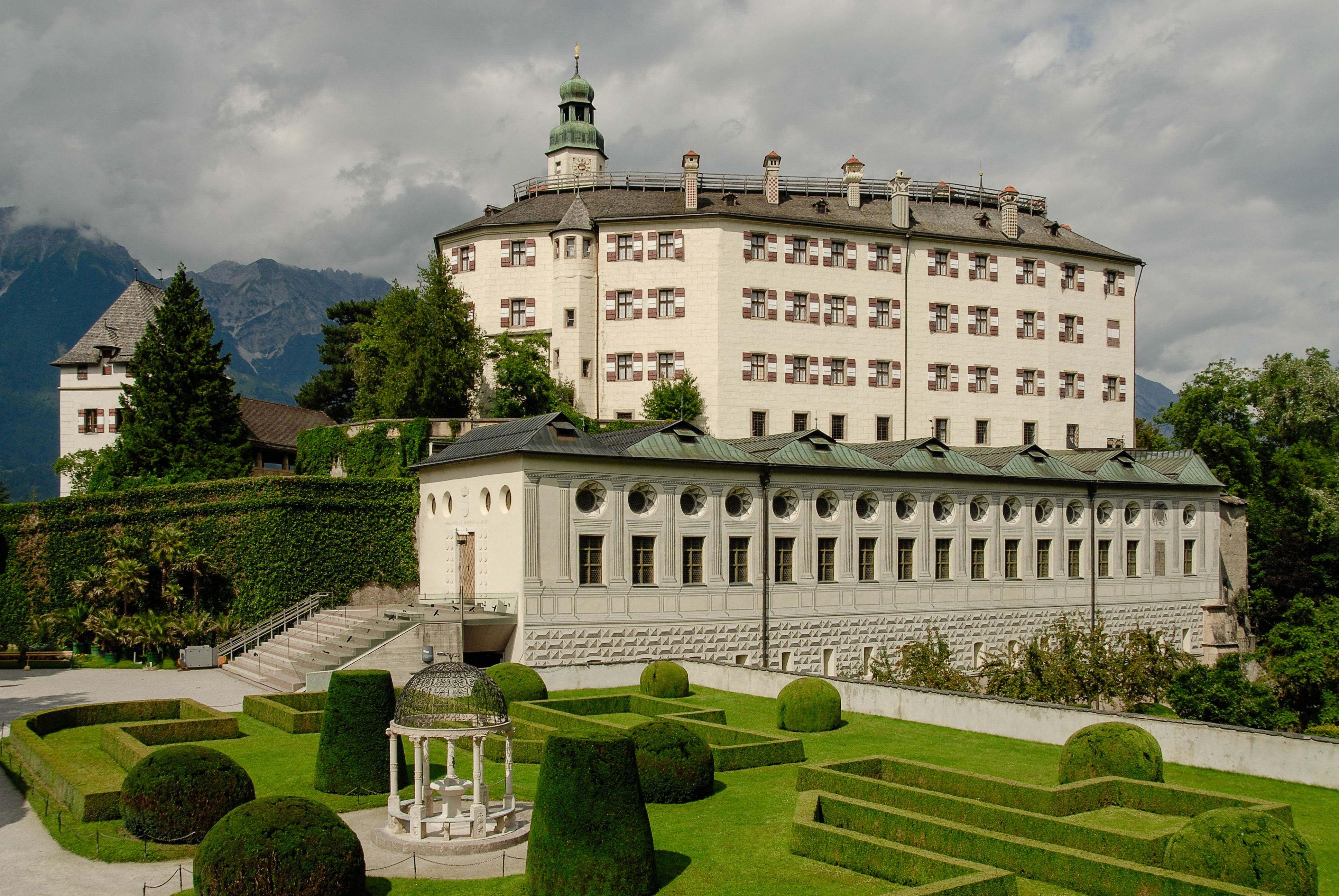
Ambras kastély (Innsbruck)
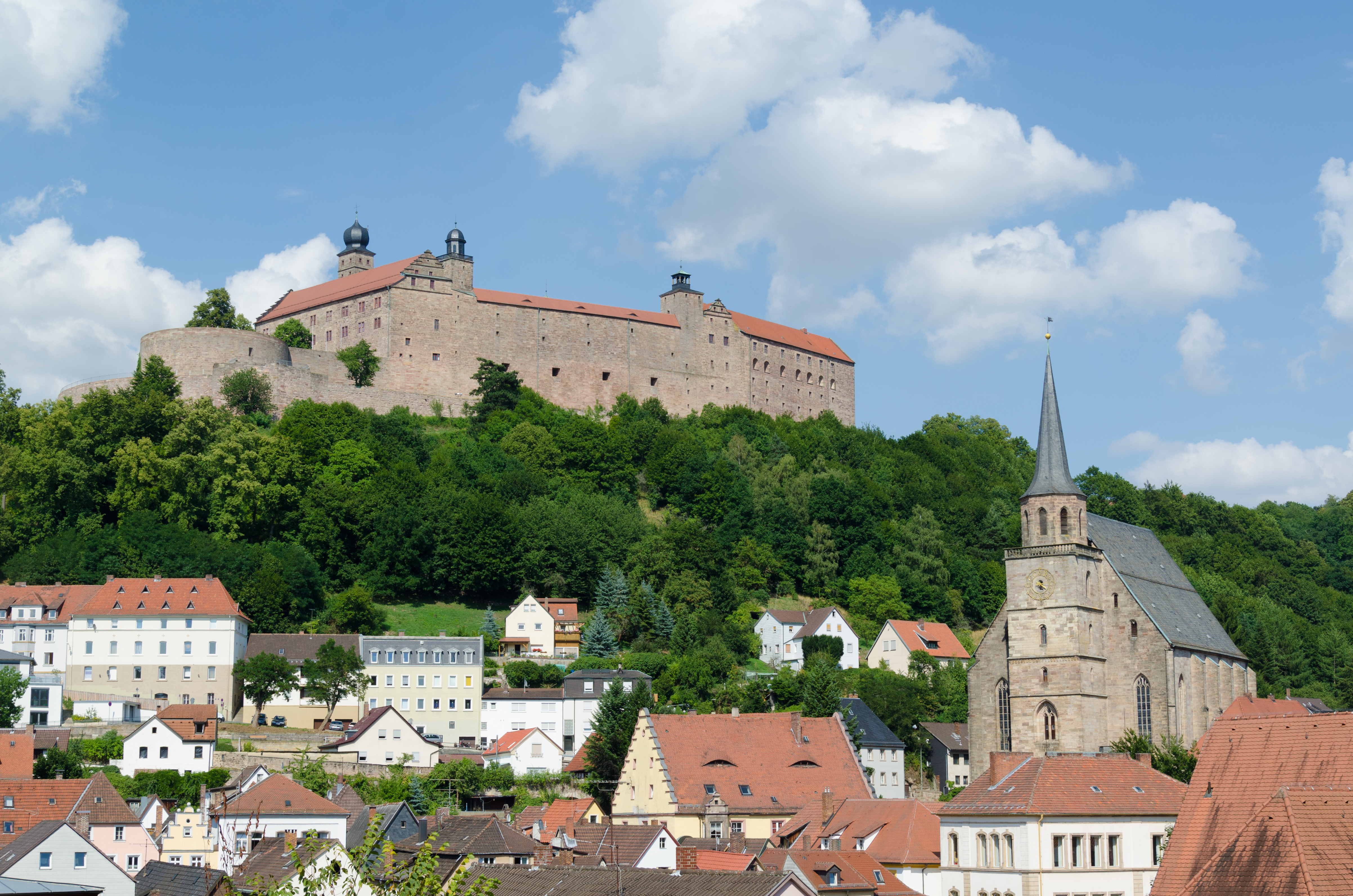
Kulmbach, Plassenburg és Petrikirche
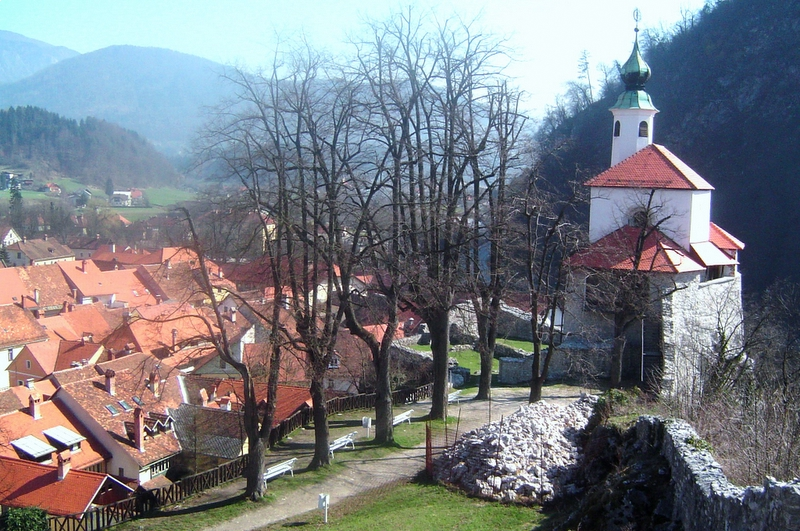
Kamnik, Mali grad
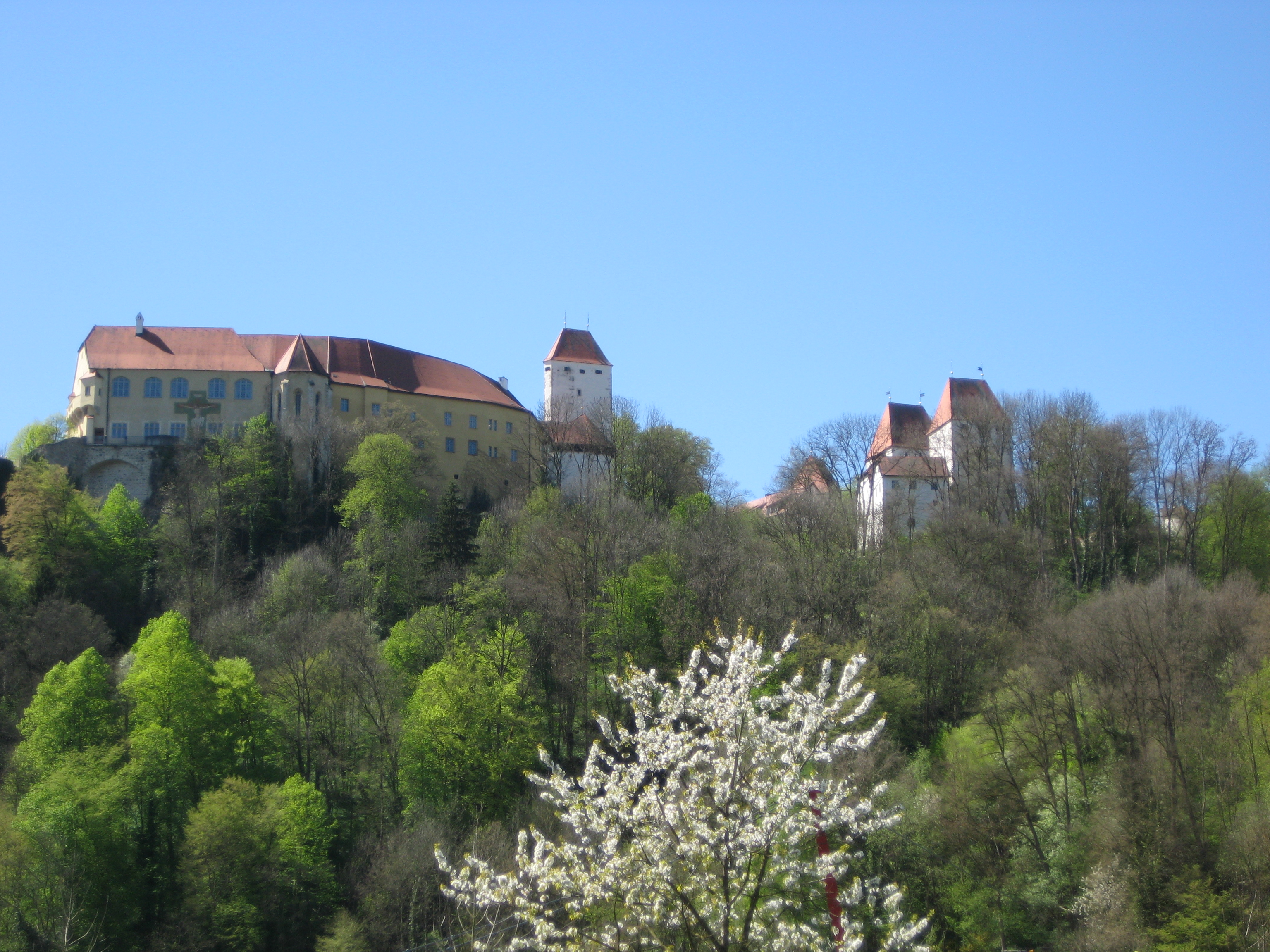
Neuburg am Inn
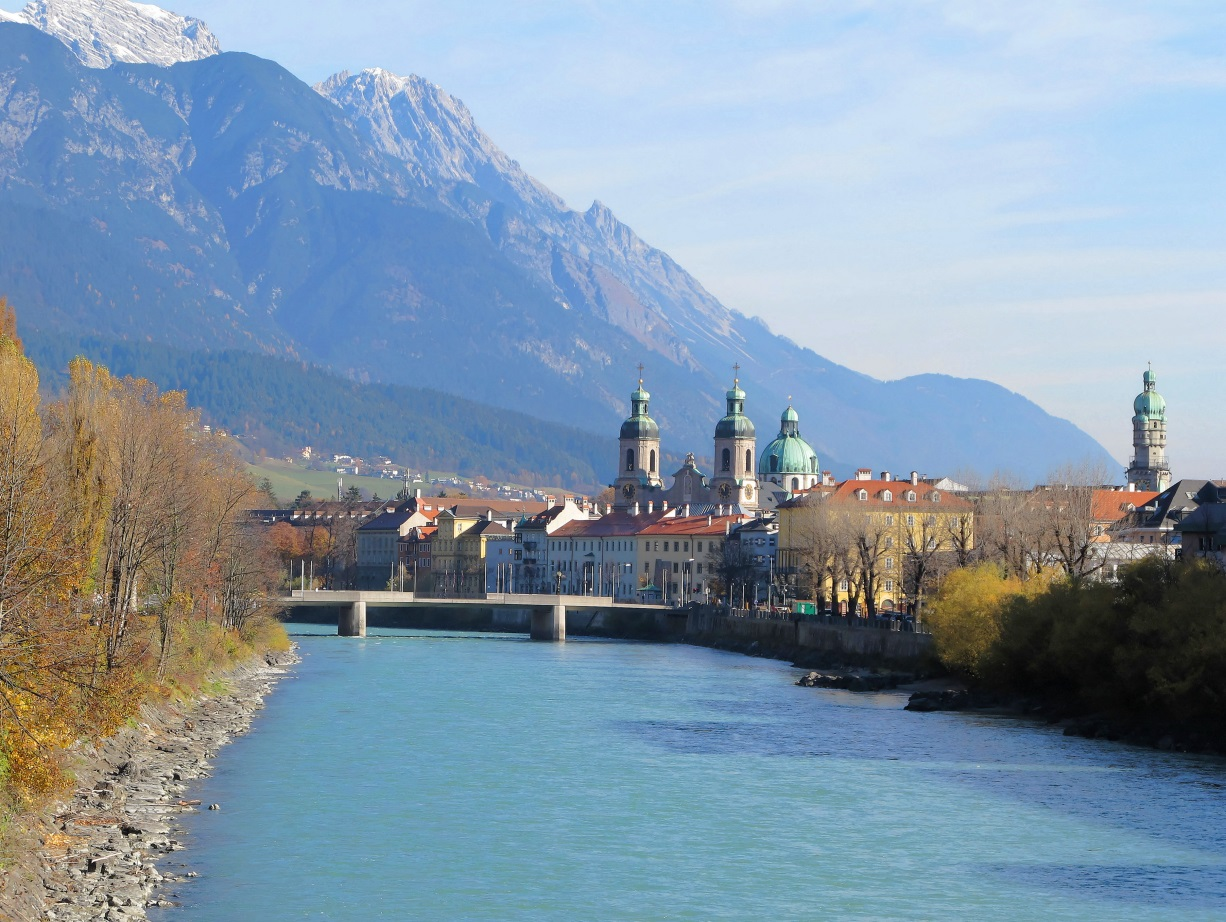
Innsbruck

## Meráni hercegek
7. generáció:
- III. Bertold (1145 körül-1204) andechsi, kulmbachi és neuburgi gróf, a Brenner-hágó felügyelője (noritali és pustertali gróf), krajnai és isztriai őrgróf. 1180-ban Barbarossa Frigyes császártól – miután az riválisától, oroszlán Henriktől elvette a bajor hercegi címet, és Wittelsbach Ottónak adta – meráni hercegi címet kapott. Ez a cím névleges, nem járt újabb területekkel, de megadta a bejárást az arisztokrácia legmagasabb szintjére. 1186-ban a császár fiával ment Itáliába. 1189-ben a császárral indult keresztes háborúba. Gyerekei királyi családokba házasodtak. Az 1180-as, 90-es években a híd mellett kialakuló Innsbrucknak piactartási, majd városi jogokat adott. A Kulmbachhoz közeli Bayreuthban templomot építtetett.[8]

8. generáció:
- I. Ottó (1170 körül-1234) meráni herceg. 1208-ban Bambergben feleségül vette Beatrix burgund grófnőt, Fülöp német király unokahúgát, ezután burgund gróf; ez lett a család területeinek nyugati csücske.[9] Az esküvőn botrány történt: meggyilkolták a királyt. A gyilkosságot a Wittelsbach család egyik tagja követte el, személyes okból, mégis az Andechs család tagjait vádolták meg. 1230 körül Kulmbachnak és a közeli Bayreuthnak városi jogokat adott. Henrik öccse halála után megörökölte a krajnai és isztriai őrgrófi címeket is. A fivérek közül egyedül neki született utóda.

- Henrik (1172 körül-1228) krajnai és isztriai őrgróf. A királygyilkosság miatt megvádolták, ezért 1208-11 között húgához Magyarországra menekült.

- Ágnes (1172 körül-1201) 1196-ban férjhez ment II. Fülöp Ágost francia királyhoz (1180-1223), annak harmadik feleségeként. Mivel a király második házasságát végül nem tudta érvényteleníteni, Ágnes 1200-ban kolostorba vonult, és egy évvel később meghalt.

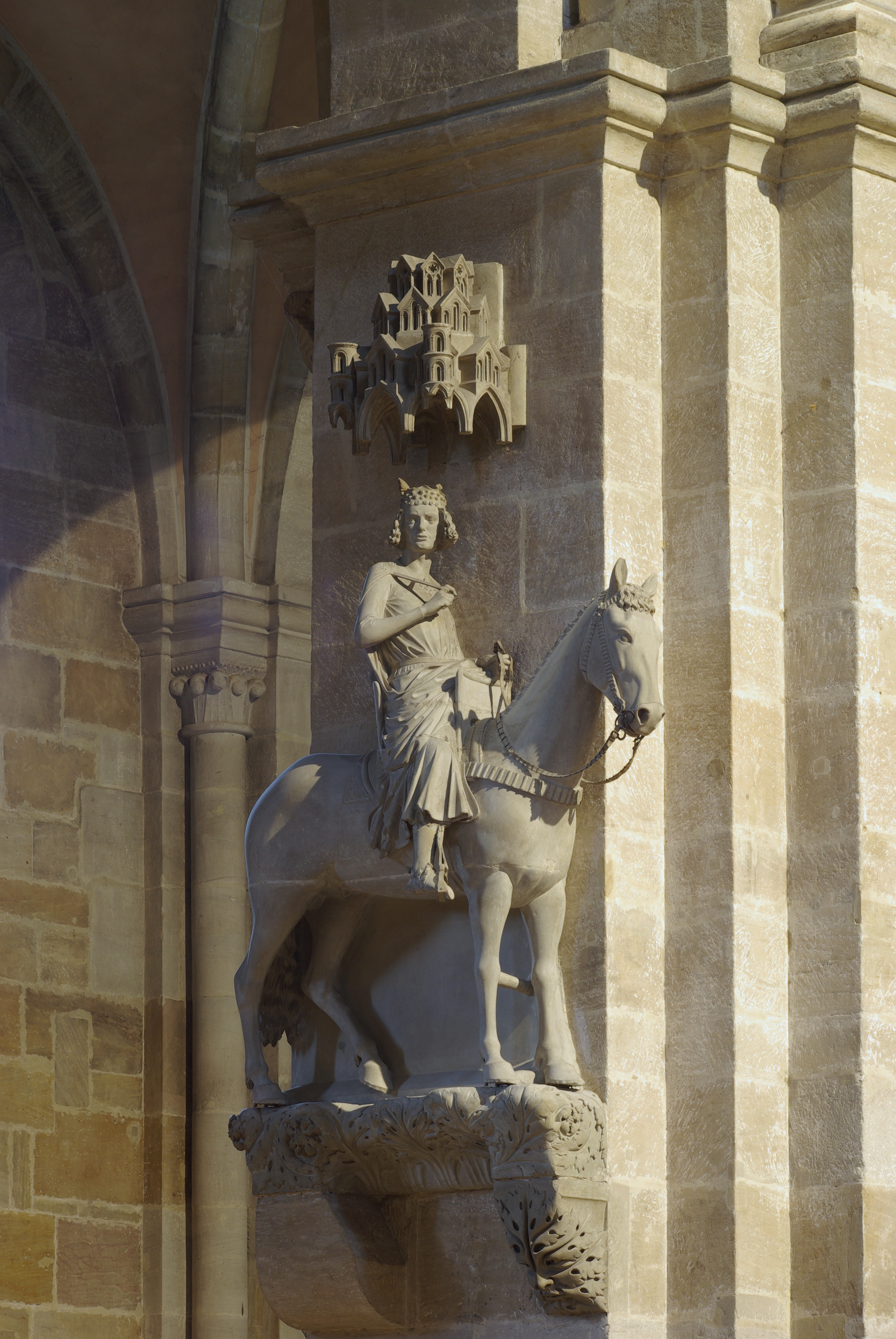
A bambergi lovas

- A bambergi lovas Ekbert (1173 körül-1237) 1203-tól bambergi püspök. A királygyilkosság miatt megvádolták, ezért 1208-11 között húgához Magyarországra menekült. Miután tisztázta magát és visszatért, újjáépíttette a leégett Bambergi dómot. Ekkor készült a „bambergi lovas”, a korai gótika egyik leghíresebb szobra, amely feltehetőleg Szent István magyar királyt ábrázolja.

- Hedvig (1174 körül-1243) 1186-ban férjhez ment a későbbi szakállas Henrik lengyel fejedelemhez (1232-43). Szentként tisztelik.

- Bertold (1180 körül-1251) 1206-13 között Magyarországon kalocsai érsek, emellett szlavón bán majd erdélyi vajda. Elsősorban miatta lázadtak Bánk bánék.  1218-tól aquileiai pátriárka.

- Gertrúd (1185-1213) 1203-ban férjhez ment a későbbi II. András magyar királyhoz (1205-35). Bertold bátyja miatt fellázadtak Bánk bánék és megölték.

9. generáció:
- II. Ottó (1218 körül-1248) örökölte a meráni hercegi, és a krajnai és isztriai őrgrófi címeket. Utód nélkül, a család utolsó férfi tagjaként halt meg.

## Fordítás
Ez a szócikk részben vagy egészben  az   Andechs (Adelsgeschlecht) című német Wikipédia-szócikk fordításán alapul.  Az eredeti cikk szerkesztőit annak laptörténete sorolja fel. Ez a jelzés csupán a megfogalmazás eredetét és a szerzői jogokat jelzi, nem szolgál a cikkben szereplő információk forrásmegjelöléseként.